# Medicago rigidula
Medicago rigidula é uma espécie de planta com flor pertencente à família Fabaceae. 
A autoridade científica da espécie é (L.) All., tendo sido publicada em Flora Pedemontana 1: 316. 1785.
O seu nome comum é luzerna-peluda.

## Portugal
Trata-se de uma espécie presente no território português, nomeadamente em Portugal Continental.
Em termos de naturalidade é nativa da região atrás indicada.

## Protecção
Não se encontra protegida por legislação portuguesa ou da Comunidade Europeia.